# Комар, Игорь Анатольевич
Игорь Анатольевич Ко́мар (лат. Ihar Komar, англ. Igor Komar; род. 28 марта 1997, Барановичи, Республика Беларусь) — молодой белорусский композитор, автор музыки к фильмам, стипендиат Специального фонда Президента Республики Беларусь по поддержке талантливой молодёжи, обладатель специальной премии от французского издательства «Chant du Monde»: премии имени В. Я. Шебалина и стипендий имени А. В. Богатырёва и В. В. Оловникова Белорусской государственной академии музыки.

## Биография
Комар Игорь в 2016 году окончил Барановичский государственный музыкальный колледж с отличием. В этом же году поступил в Белорусскую государственную академию музыки на кафедру композиции в класс профессора Галины Константиновны Гореловой. В 2018 году в рамках Европейской программы кредитной мобильности «Erasmus+» прошёл стажировку в Латвийской академии музыки им. Язепа Витола, класс доцента Яниса Петрашкевича.
Первые произведения публиковал в социальной сети «ВКонтакте» под псевдонимом «Dastan Jackles» ещё в 2014 году, однако в 2017 был выпущен мини-альбом «Lighthouse» под настоящим именем, и с тех пор композитор продолжил использовать только настоящее имя.
В мае 2018 года стал обладателем специальной премии от издательства «Chant du Monde»: Премии имени В. Я. Шебалина на 5 международном конкурсе молодых композиторов имени Н. Я. Мясковского, который проводился в Московской государственной консерватории имени П. И. Чайковского (Москва, Российская Федерация). 26 декабря 2018 года был награждён благодарностью ректора «За мэтанакiраванасць пры авалоданнi прафесiяй i намаганнi па падтрымцы высокага прэстыжу Беларускай дзяржаўнай акадэміі музыкі», после чего Игоря пригласили во Дворец Независимости на I Республиканский новогодний бал. В 2019 году победил на ІІ Республиканском открытом конкурсе юных и молодых композиторов имени Ю. В. Семеняко (Минск, Республика Беларусь). В том же году произведение «An Island in the Sea of Japan» прозвучало на 28 международной трибуне композиторов в Белграде, Сербия.
В 2019 году Игорь стал дважды стипендиатом специального фонда Президента Республики Беларусь по социальной поддержке одарённых учащихся и студентов и единожды стипендиатом специального фонда Президента Республики Беларусь по поддержке талантливой молодёжи. Игорь Комар включён в банк данных одарённой и талантливой молодёжи Республики Беларусь.
Произведения Игоря исполняют и за рубежом: в Литве, Латвии, Чехии, Сербии, Украине, России, Грузии и на Мальте.

## Творчество
Игорь работает в нескольких направлениях музыки: авангард, экспериментальная и популярная музыка. В его сочинениях прослеживается связь с белорусским фольклором, а также он уделяет пристальное внимание мировой экологической проблеме, чему были посвящены произведения Фантазия на белорусскую тему («Прывiд пакiнутай вёскi», 2017) и «Oἶκοζ» («Home») для струнного квартета (2019). Сам автор пишет о концепции произведения «Oἶκοζ»: «Дом — это моя родина, пережившая много печальных событий. „Oἶκος“ означает дом с древнегреческого. Это слово также стало основой для концепции экологии. В своём сочинении я поднимаю важную ядерную проблему окружающей среды. Мой дом все ещё борется с негативными последствиями трагедии на Чернобыльской АЭС. То, что я вижу, — это лесной пейзаж, который был бы свежим и чистым, если бы, с другой стороны, он не был бы отравлен какой-то неостанавливаемой и невидимой энергией».

## Сочинения
Вокально-инструментальные произведения:
- Камерная кантата «Споведзь мацi» для сопрано, флейты, гобоя, струнного оркестра, ударных и фортепиано (сл. Евгения Янищич, Люба Тарасюк и Евдокия Лось, 2019)

Фортепиано соло:
- Фортепианный цикл «Диалоги» (2016)
- «Стук дождя по жестяной крыше во время июльского ливня» (2017)
- Фантазия на белорусскую тему («Прывiд пакiнутай вёскi», 2017)

Для двух фортепиано:
- «Островок в Японском море» (2018)
- «Поезд в Прагу» (посвящено Е. Ш.) (2019)

Вокальные сочинения:
- Вокальный цикл «В просторе летних лугов» для баритона и фортепиано (сл. Ёса Бусон, 2016)
- Романс «Зерне хараства» (сл. Люба Тарасюк, 2017)
- Романс «Калядная ноч» (сл. Люба Тарасюк, 2018)
- Романс «A cherry-tree» (сл. Knuts Skujenieks, 2018)
- Вокальный цикл «Lullabies for Ophelia» (cл. Марина Цветаева, William Shakespeare, Jiří Žáček, 2019)

Камерно-инструментальные сочинения:
- «Сентиментальный вальс» для виолончели и фортепиано (2017)
- «Замерзающий сад» для домры и фортепиано (2017)
- «Южные ветра» для флейты соло (2017)
- «Западные ветра» для кларнета соло (2018)
- «Nevienmērīga kustība» для флейты и виолончели (2018)
- Рондо для фагота и фортепиано (2018)
- «Pezzo subito» для маримбы соло (2018)
- Соната для фортепиано и ударных (3 части, 2018)
- «Oἶκοζ» («Home») для струнного квартета (2019)
- «Восточные ветра» для гобоя соло (2019)

Музыка к фильмам:
- «Последний патрон» (реж. Егор Бяков, 2015)
- «Успеть услышать тишину» (реж. Егор Бяков, 2016)
- «Пассажиры» (реж. Ксения Крупень, 2018)
- «Кому-то нужные слова» (реж. Владислав Потоцкий, 2019)